# Parakan (Rowosari)
Parakan is een bestuurslaag in het regentschap Kendal van de provincie Midden-Java, Indonesië. Parakan telt 1061 inwoners (volkstelling 2010).